# T. Ross Kelly

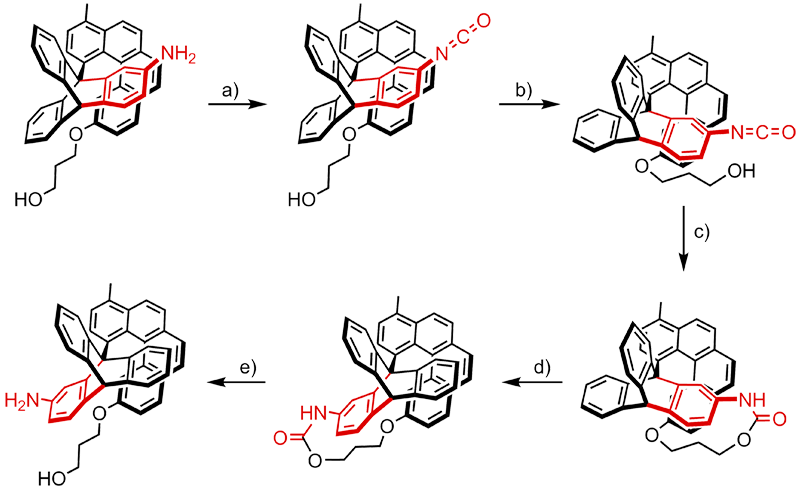
Molekularer Motor von Kelly und Mitarbeitern

Thomas Ross Kelly, zitiert T. Ross Kelly, (* 26. April 1942 in New York City)  ist ein US-amerikanischer Chemiker (Organische Chemie). Er ist für seine Pionierarbeit bei synthetischen molekularen Motoren und molekularen Maschinen in der Nanotechnologie bekannt.
Kelly erhielt 1964 seinen Bachelor-Abschluss vom Holy Cross College und wurde 1968 an der University of California, Berkeley bei Clayton H. Heathcock mit der Arbeit Studies directed toward the total synthesis of eudesmane and eremophilane sesquiterpenoids promoviert und war als Post-Doktorand an der Brandeis University. 1969 wurde er Assistant Professor am Boston College. Er ist seit 1989 Thomas A. and Margaret A. Vanderslice Professor of Chemistry am Boston College.
1999 veröffentlichte er in Nature über einen molekularen Motor, einem Reaktionsablauf mit einer 120 Grad Drehung eines Moleküls. Leider konnten sie daraus keine wiederholt ablaufende Bewegung erzeugen (mit voller Umdrehung und äußerem Antrieb). Zeitgleich veröffentlichte Ben Feringa einen lichtbetriebenen molekularen Motor mit 360 Grad Drehung, wofür er 2016 den Nobelpreis für Chemie erhielt.
Kelly befasst sich neben seiner Forschung zu molekularen Maschinen mit Totalsynthese von Naturstoffen und der Synthese funktional interessanter Moleküle zum Beispiel als Template, Rezeptoren oder Katalysatoren.
Eine Namensreaktion, die Stille-Kelly-Kupplung, ist nach ihm und John Kenneth Stille benannt.
1996 wurde er Arthur C. Cope Scholar. 1975 bis 1980 erhielt er einen National Institutes of Health Career Development Award.

## Schriften
- als Herausgeber: Molecular Machines. Topics in Current Chemistry 262, Springer Verlag, Heidelberg, 2005
- T. Ross Kelly, Eric L. Elliott, Rimma Lebedev, Jaione Pagalday: Synthesis of the Pyrazolo[4,3-e][1,2,4]triazine Family of Natural Products: Nostocine A, Fluviol A, and Pseudoiodinine. In: Journal of the American Chemical Society. Band 128, Nr. 17, Mai 2006, S. 5646, doi:10.1021/ja060937l.